# مصطفی اوغورلو
مصطفی اوغورلو (انگلیسی: Mustafa Uğurlu؛ زادهٔ ۲۵ نوامبر ۱۹۵۵) بازیگر اهل ترکیه است. وی از سال ۱۹۸۴ میلادی تاکنون مشغول فعالیت بوده‌است.
او در سریال نفوذی در نقش مدیر یوسف و در شاهماران به ایفای نقش پرداخت.